# しろんご祭り
しろんご祭り（しろんごまつり）は、三重県鳥羽市の菅島で受け継がれている海女の伝統行事。毎年7月11日直近の土曜日にアワビのつがいを神前に奉納して海上の安全と大漁を祈願する。

## 概要

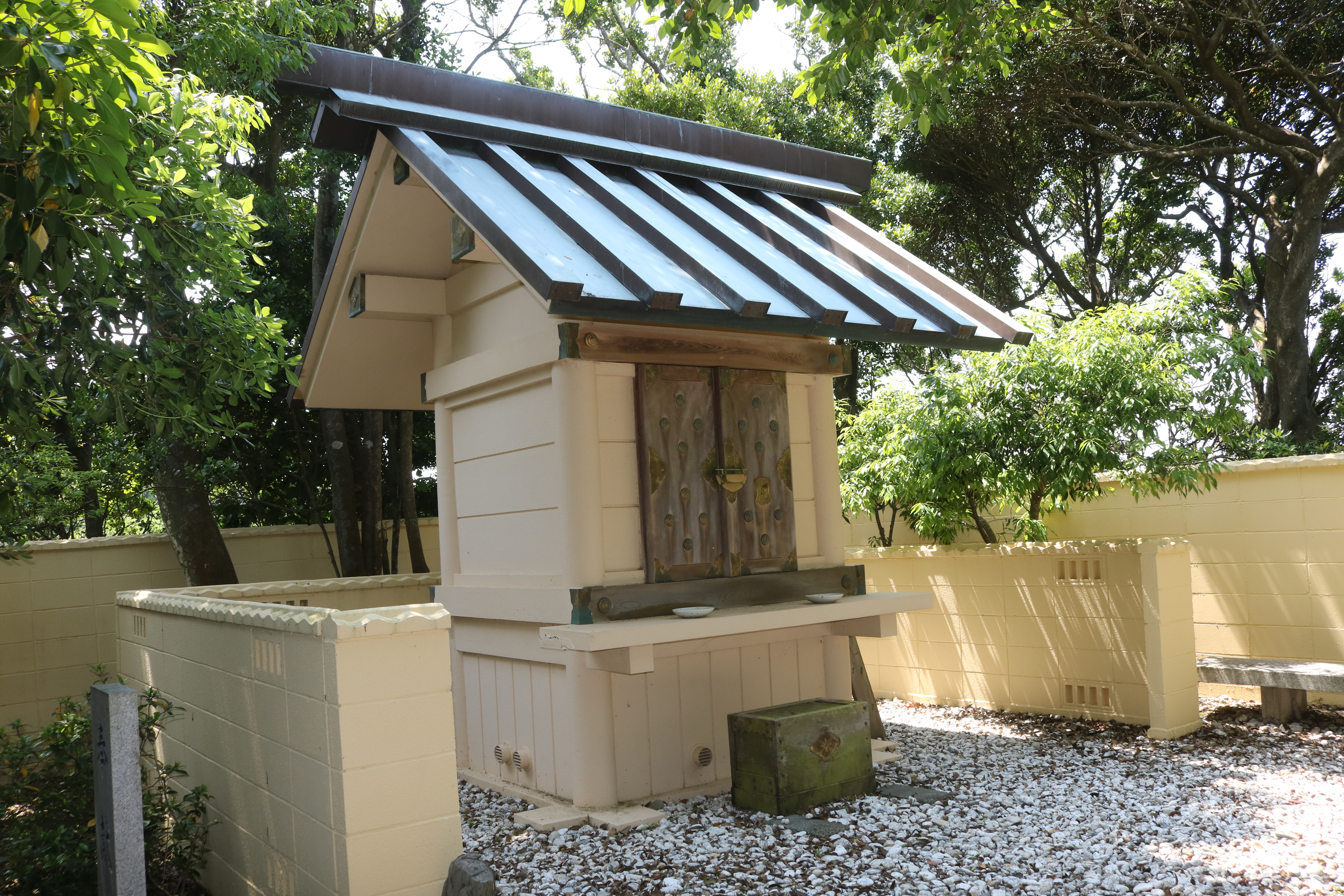
白鬚神社

古くは龍神「白ノ宮」（現在は菅島神社に合祀）の祭儀としてシロノゴさんと呼ばれた。
神域として一年を通じて禁漁区に指定されている白浜（通称「しろんご浜」）前の海を祭の当日に限って解禁し、島の海女たちに漁を許可する。法螺貝の音色の合図で白い磯着姿の海女たちが一斉に海に潜ってアワビの初獲りを競い合う。この間、沖では色鮮やかな大漁旗をなびかせた漁船団がパレードを行って祭りに華を添える。最初に雌雄つがいのアワビ（＝まねき鮑）を獲った海女がその年の海女頭となり、次の祭までの一年間島で尊敬を集める。まねき鮑は白浜背後の丘上に鎮座する白鬚神社（菅島神社の境外社）に奉納され、一年の豊漁および海での無事安全が祈願される。
約一時間の潜水中に獲られたアワビ、サザエなどは漁協によって買い取られ、それぞれ重量に応じた報酬が海女に支払われる。当日、浜ではアワビ、サザエの直売や名物サザエごはんの販売のほか、海鮮鍋のふるまいなどがあり、島内外からの観光客で賑わう。
指定、選定、賞歴は次の通り。
- 指定[5]無形民俗文化財（鳥羽市）
- 選定「島の宝100景」（国土交通省）
- 受賞「第二回 美しい日本のむら景観コンテスト」文化部門 農林水産大臣賞（農林水産省）

（参考）以下は、いずれもしろんご祭りにて見聞できる。
- 指定無形民俗文化財:工芸技術（三重県） - 鳥羽・志摩の海女による伝統的素潜り漁技術
- 選定「残したい日本の音風景100選」（環境省） - 伊勢志摩の海女の磯笛

## 交通
- 鳥羽マリンターミナル（佐田浜）から鳥羽市営定期船で菅島下船、遊歩道にて徒歩約20分でしろんご浜